# Alf Ross
Alf Niels Christian Ross, född 10 juni 1899, död 17 augusti 1979, var en dansk jurist och rättsfilosof.
Tillsammans med Axel Hägerström och Karl Olivecrona räknas han till en av de främsta företrädarna för den skandinaviska rättsrealismen, även känd som Uppsalaskolan.

## Akademisk karriär
Ross började studera vid Vestre Borgerdydskole (i dag Københavns åbne Gymnasium) 1917 och blev  jur.kand. vid Köpenhamns universitet 1922. Han var knuten till den juridiska fakulteten vid universitet mellan 1935 och 1969.
Efter ha arbetat ett år på en advokatbyrå studerade Ross i Wien under den österrikiske rättsfilosofen Hans Kelsen. Ross antog Kelsens positivistiska vetenskapssyn och framlade i oktober 1926 dissertationen Læren om Retskilderne för den juridiska doktorgraden vid Köpenhamns universitet, men avhandlingen avvisades av betygsnämnden, bland vilka naturrättsjuristen Frederik Vinding Kruse spelade en central roll. Förutom professor Kruse ingick även Knud Berlin och professor Viggo Bentzon i betygsnämnden och man inhämtade dessutom synpunkter från professorn i filosofi Jørgen Jørgensen. Betygsnämnden beslutade enhälligt att inte låta avhandlingen komma upp till disputation och de fyra professorerna skrev ovanligt nedlåtande omdömen om Ross avhandling.
Problemet för Ross var möjligen att han hade valt att ta upp sitt ämne för tidigt. Han försökte bidra till en omdefiniering av rättsvetenskapen som redan var på väg i övriga Europa. Men han gjorde detta i en tid då det ännu inte var möjligt att få en fullständig överblick över de nya idéerna, vilket bidrog till hans misslyckande med de gamla professorerna.
Avhandlingen godkändes dock för den filosofiska doktorgraden Uppsala universitet och Ross fick sin dr.jur. 1934 på avhandlingen Virkelighed og Gyldighed i Retslæren.
Ross blev docent 1935 vid Köpenhamns universitet och var professor på samma ställe mellan 1938 och 1969. Som universitetslärare hade Ross ansvar för folkrätten fram till 1950, då han tog över den allmänna rättsläran. 1958 tog han över statsrätten som han hade ansvar för fram till 1969.

## Ross filosofi
Ross grundläggande filosofiska projekt var att göra juridiken till föremål för en vetenskaplig forskning och åtskiljande mellan rätt och moral. Ross avvisade naturrättens idén att det finns rättsregler och normer som är giltiga oavhängigt av mänskliga beslut och konventioner.
En av de mest omdiskuterade elementen i Ross filosofi, är den så kallade prognosteorin. Prognosteorin gör anspråk på att förutsäga den gällande rätten som en funktion av en eller flera regler, som kan läggas till grund för domen i ett hypotetiskt mål.
Ross blev för allmänheten kanske mest känd för boken "Varför demokrati?", som översattes till svenska av Allan Degerman, som också var rektor för Åsa folkhögskola i Sköldinge i Södermanland. År 2021 skrev den svenska filosofen Åsa Wikforss en uppföljare med titeln "Därför demokrati".

## Efter universitetstiden
Efter sin pensionering 1969 ägnade sig Ross åt att skriva böcker på områden där han endast i begränsad utsträckning gjort sig gällande. På straffrättens område skrev han en lång rad artiklar och böckerna Skyld, ansvar og straf. (1970) och Forbrydelse og Straf 1974.
I dag framstår Alf Ross som en av 1900-talets störste rättsvetenskapliga tänkare. Hans analytiska metod och breda akademiska spännvidd gör att hans verk och tankar fortfarande har ett stort inflytande.

## Familj
Alf Ross var son till Johanne och Frederik Hansen-Ross och gift med politikern Else-Merete Ross, med vilken han fick barnen Strange, Lone och Ulrik.

## Kort bibliografi
- Theorie der Rechtsquellen, 1926
- Kritik der sogenannten praktischen Erkenntnis, 1933
- Virkelighed og gyldighed i Retslæren, 1934 (doktordisputats)
- Ejendomsret og Ejendomsovergang, 1935
- Lærebog i Folkeret, 1942
- Hvorfor Demokrati?, 1946] (utgiven i svensk översättning som Varför demokrati? 1948)
- "Tû-Tû" i Festskrift til Henry Ussing, 1951
- Om ret og retfærdighed, 1953
- On Law and Justice, 1959
- Dansk Statsforfatningsret 1959–1960
- Skyld, ansvar og straf, 1970
- Analytiske og reformatoriske bidrag til kriminalrettens almindelige del, Arnold Busck 1974, 322 sider. Anmeldt af Knud Waaben i UfR 1975 B, s.1-26: Almindelige ansvarsbegreber i strafferetten
- Ret som teknik, kunst og videnskab, 1999. Udvalgte tekster ved Isi Foighel, Hans Gammeltoft-Hansen og Henrik Zahle

En fullständig bibliografi kan erhållas i Jens Søndergårds "Fortegnelse over professor dr.jur. et phil. Alf Ross' værker" i Festskrift til Alf Ross, 1969 med uppdatering i UfR 1979 B, s.189-193.